# Kallstroemia tribuloides
Kallstroemia tribuloides là một loài thực vật có hoa trong họ Zygophyllaceae. Loài này được (Mart.) Steud. miêu tả khoa học đầu tiên năm 1840.